# Exomalopsis comitanensis
Exomalopsis comitanensis là một loài Hymenoptera trong họ Apidae. Loài này được Timberlake mô tả khoa học năm 1980.